# A legkúlabb nap
A legkúlabb nap (eredeti cím: Der geilste Tag) 2016-ban bemutatott német filmvígjáték-dráma, melynek rendezője, forgatókönyvírója és egyik főszereplője Florian David Fitz. További fontosabb szerepekben a filmet producerként is jegyző Matthias Schweighöfer, valamint Alexandra Maria Lara látható.
Németországban 2016. február 25-én, Magyarországon 2016. május 26-án mutatták be a mozikban.

## Cselekmény
A visszafogott viselkedésű, zongorista Andi és a laza, rosszfiú Benno halálos betegségben szenvednek. Benno meggyőzi szobatársát, szökjenek el a hospice-ból és lopott pénzből utazzanak Mombasába. Nekivágnak Afrikának, abból a célból, hogy életük legszebb és „legkúlabb” napját élhessék át.

## Szereplők
| Szereplő           | Színész               | Magyar hang       |
| ------------------ | --------------------- | ----------------- |
| Benno              | Florian David Fitz    | Makranczi Zalán   |
| Andi               | Matthias Schweighöfer | Szabó Máté        |
| Mona               | Alexandra Maria Lara  | Kelemen Kata      |
| Schulze            | Karl Friedrich        | Kajtár Róbert     |
| Rainer ápoló       | Robert Nickisch       | Patkós Márton     |
| Dr. Wüst           | Rainer Bock           | Dézsy Szabó Gábor |
| Patongáné          | Andreja Schneider     | Zsurzs Kati       |
| Mona nagymamája    | Tatja Seibt           | Szabó Éva         |
| Bankár             | Matthias Bundschuh    | Turi Bálint       |
| Biztonsági ellenőr | Thomas Limpinsel      | Németh Gábor      |
| Menyasszony        | Nora Boeckler         | Németh Kriszta    |
| Rendőr             | Frederic Linkemann    | Kisfalusi Lehel   |